# Spathochlamys
Spathochlamys is een geslacht van tweekleppigen uit de  familie van de Pectinidae (mantelschelpen). 

## Soorten
- Spathochlamys benedicti (Verrill & Bush [in Verrill], 1897)
- Spathochlamys vestalis (Reeve, 1853)